# كاستلنوفو دي كونزا
كاستلنوفو دي كونزا، (بالإنجليزية: Castelnuovo di Conza)‏، هي بلدة و(بلدية) في مقاطعة ساليرنو، في منطقة كامبانيا، في جنوب غرب إيطاليا. عانت البلدة من أضرار جسيمة في زلزال إربينيا عام 1980، ولكن أعيد بناؤها منذ ذلك الحين.

## السكان
في سنة 1861 بلغ عدد السكان 1٬495 نسمة، وتطور العدد ليصل في سنة 2011 لـ 641 نسمة.
يظهر هذا المخطط البياني تطور النمو السكاني لـ كاستلنوفو دي كونزا